# Pietra di Vicenza
La pietra di Vicenza è una roccia costituita prevalentemente da carbonato di calcio e presenta caratteristiche particolari: colorazioni tendenzialmente chiare, che vanno dal colore avorio, al paglierino, al grigio, fino alla tonalità marron più scura e calda caratteristica della pietra di Nanto. Conosciuta e utilizzata fin dall'antichità, viene estratta nella zona dei colli Berici a sud di Vicenza.

## Storia
La pietra di Vicenza si è formata tra l'Eocene e l'Oligocene, in seguito sia al collasso della barriera corallina che al deposito nel fondo del caldo mare tropicale allora presente in quest'area, dei gusci e residui di conchiglie, crostacei, alghe e altri organismi marini. La frantumazione, derivante dal moto ondoso e la pressione generata dall'accumulo degli strati che si sovrapponevano e frammischiavano alla sabbia, ha dato luogo a un compattamento di questo insieme eterogeneo che si è accentuato soprattutto dopo il ritiro delle acque marine. Il risultato sono gli strati dello spessore di qualche centinaio di metri, che oggi viene definito come pietra tenera.
Si ricava da cave presenti in varie zone dei colli Berici; è conosciuta e utilizzata sin dai tempi dei romani che la impiegavano sia per elementi decorativi architettonici che per le sculture. È anche celebre per essere stata utilizzata e dettagliatamente descritta dal Palladio nel XVI secolo.

Cave di pietra tenera a Costozza
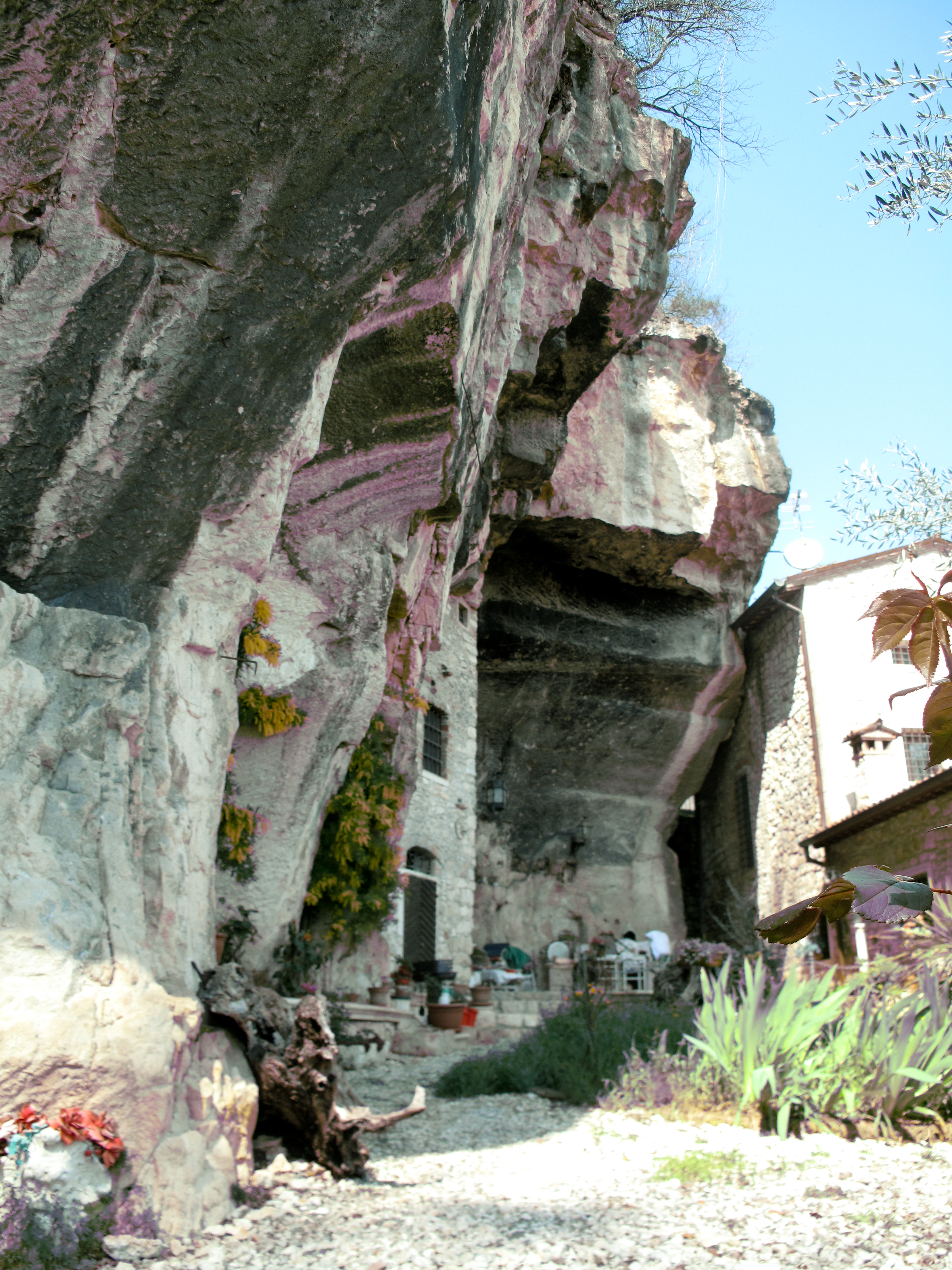
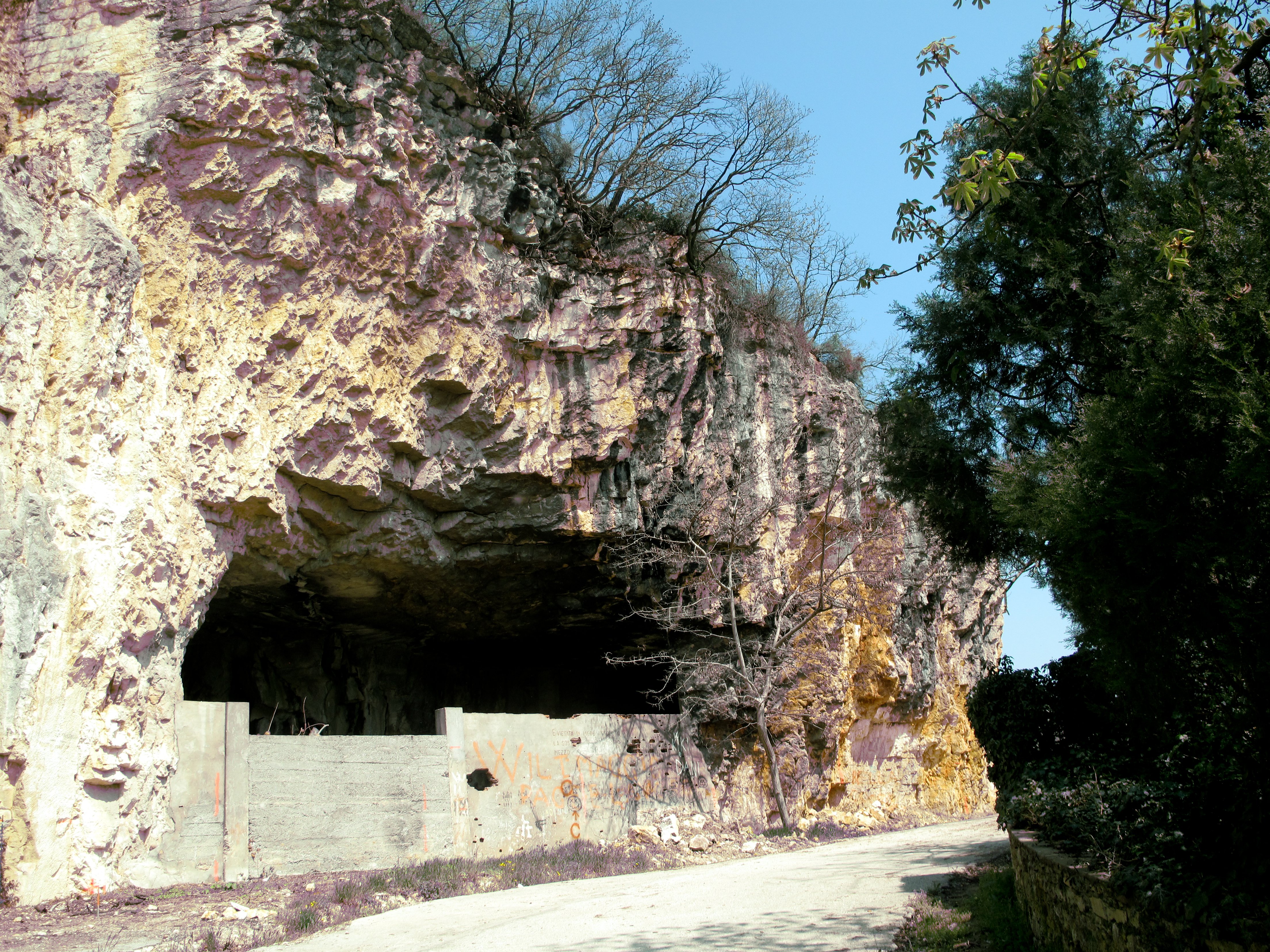
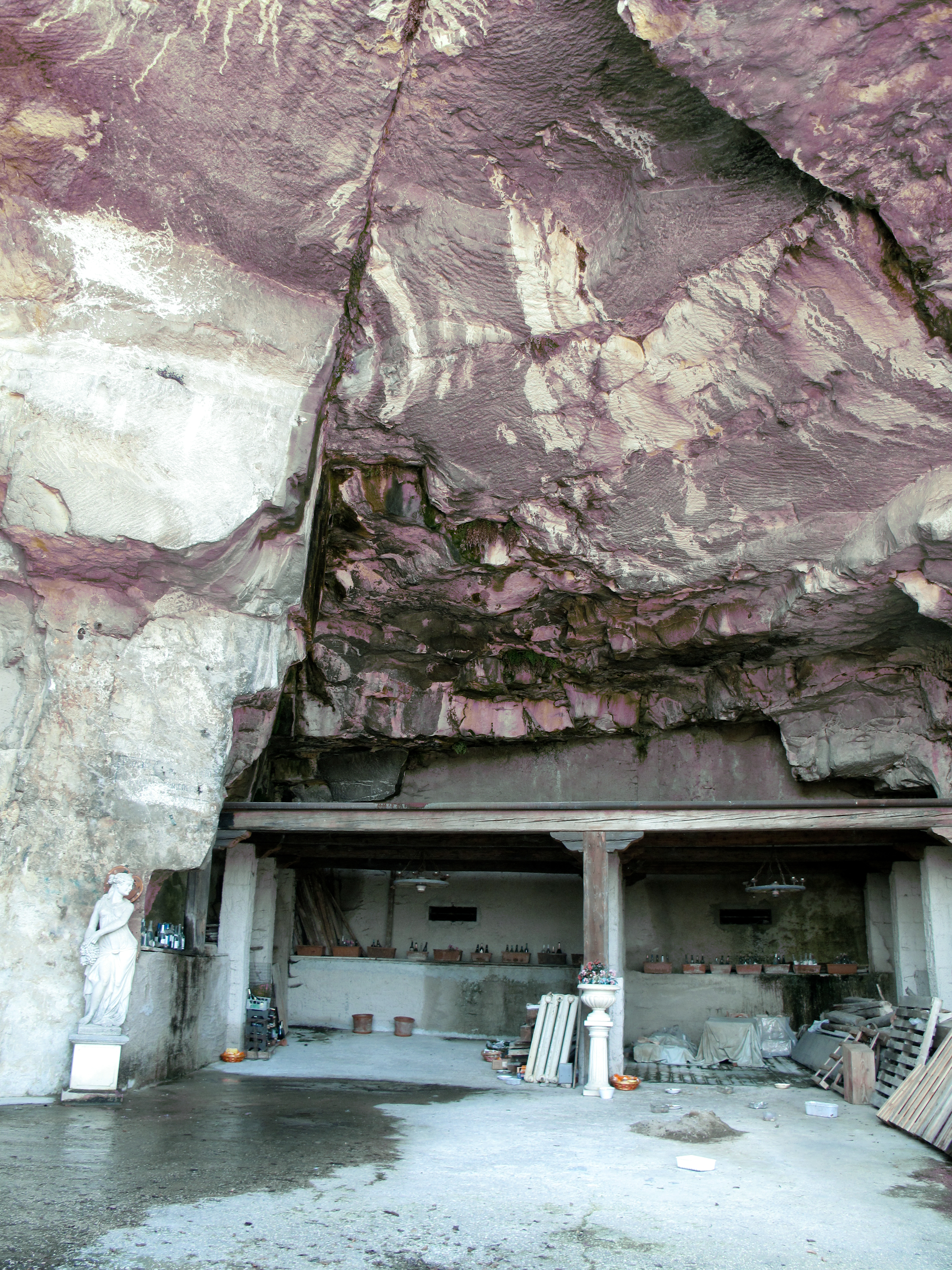

## Caratteristiche

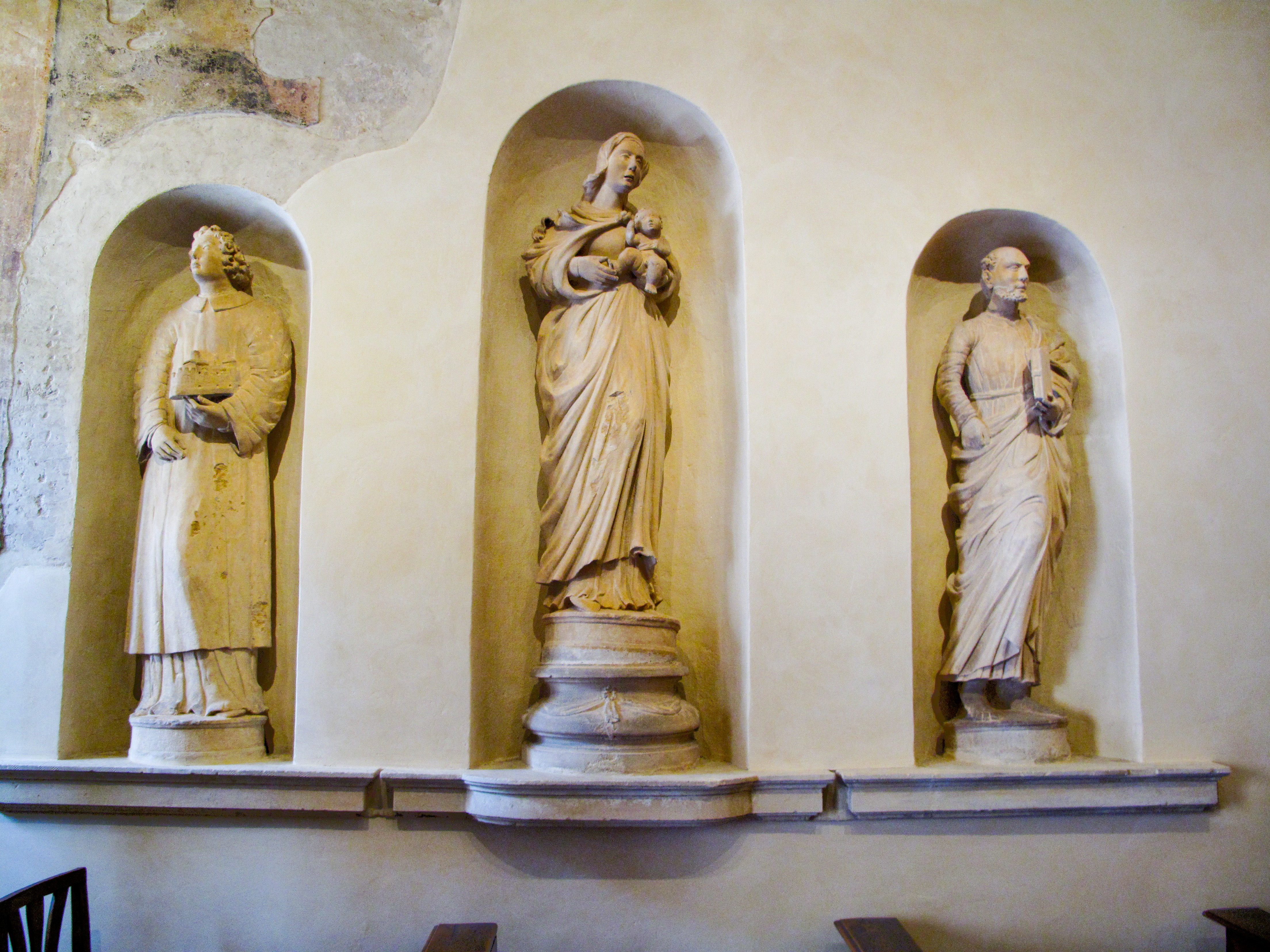
Statue del XIV secolo in pietra di Vicenza, originariamente poste sul timpano della chiesa di San Vincenzo e ora posizionate all'interno in nicchie ricavate nel muro in corrispondenza della ex controfacciata.

Data l'eterogeneità della formazione, la pietra cavata nelle varie zone, pur presentando una matrice similare, si differenzia per aspetto, consistenza colorazione e finitura. Ciascuno dei tipi trova pertanto applicazioni preferenziali in utilizzi diversi e ormai consolidati.
In conseguenza della sua origine, la struttura è piuttosto incoerente e mostra visibili nell'aspetto granuloso le inclusioni di residui marini che la compongono. Per questo motivo tende anche a erodersi con facilità, rilasciando i granellini originari di cui è composta.
Data la modesta durezza, viene apprezzata per la facilità di lavorazione, specialmente appena estratta. Si taglia agevolmente con normali utensili da taglio o da sega. Esposta agli agenti atmosferici, tende a indurirsi nel tempo in quanto le porosità della struttura vengono riempite dal carbonato di calcio che precipita e che va ad occludere gli interstizi.
Le caratteristiche meccaniche sono modeste a causa della disomogeneità di composizione (80-90% di carbonato di calcio con percentuali minori di ferro, ossido di silicio e alluminio).